# Framestore
Framestore CFC (auch Framestore) ist ein britisches 1986 gegründetes Unternehmen für visuelle Effekte in Filmen, Werbespots und Musikvideos. 1997 wurde es mit CFC (Computer Film Company) zusammengelegt. Der Hauptsitz ist in London.

## Geschichte
Framestore wurde 1986 von Sharon Reed, William Sargent, Jonathan Hills, Mike McGee und Alison Turner gegründet. Es wurde zum ersten Mal mit Computern gearbeitet, um Spezialeffekte zu erschaffen. Man fing an Effekte für Musikvideos und Fernsehfilme zu erarbeiten. Framestore gewann erste Preise. 1994 wurde eine Abteilung für Spezialeffekte gegründet.

## Zusammenlegung mit CFC
Framestore wurde 1997 mit der Computer Film Company, eines der ersten Unternehmen für Spezialeffekte, zusammengelegt. CFC wurde 1984 von Mike Boudry, Wolfgang Lempp und Neil Harris gegründet. Zusammen haben die Unternehmen an über 200 Filmen gearbeitet.

## Filmografie (Mitarbeit und Eigenarbeit) (Auszug)
- Australia
- Avatar – Aufbruch nach Pandora
- Avengers: Endgame
- Der goldene Kompass
- Die Chroniken von Narnia: Prinz Kaspian von Narnia
- Die Chroniken von Narnia: Die Reise auf der Morgenröte
- Duell – Enemy at the Gates
- Harry Potter und die Kammer des Schreckens
- Harry Potter und der Gefangene von Askaban
- Harry Potter und der Feuerkelch
- Harry Potter und der Orden des Phönix
- Harry Potter und der Halbblutprinz
- Harry Potter und die Heiligtümer des Todes: Teil 1
- James Bond 007: Casino Royale
- Superman Returns
- The Dark Knight
- X-Men: Der letzte Widerstand

### Serien
- Primeval – Rückkehr der Urzeitmonster
- Dinosaurier – Im Reich der Giganten
- Die Erben der Saurier